# Otto Andersson (politiker)
Otto Andersson, född 1983, är en finlandssvensk politiker som representerar Svenska folkpartiet. Andersson är ordförande för Lovisa stadsfullmäktige och medlem i Östra Nylands välfärdsområdes fullmäktige. Han har tidigare varit minister Anna-Maja Henrikssons specialmedarbetare och SFP:s politiska rådgivare. Andersson invaldes i Finlands riksdag 2023.

## Partiledarkandidatur
Den 27 februari 2024 aviserade den den sittande partiordföranden Anna-Maja Henriksson att hon avgår vid nästa ordförandeval. Den 8 mars meddelade Andersson att han kandiderar i valet om att bli partiets ordförande. På partidagen den 16 juni förlorade han ordförandevalet med siffrorna 84-183 röster mot Anders Adlercreutz.